# Coenagrion angulatum
Coenagrion angulatum là một loài chuồn chuồn kim trong họ Coenagrionidae.
Coenagrion angulatum được miêu tả khoa học năm 1912 bởi Walker.